# Movimiento Nacional Libre
El Movimiento Nacional Libre (FNM) es un partido político conservador en Bahamas. Es la actual Oposición Oficial en el país desde las elecciones de 2021. Fue formado en la década de las 70. El actual líder del partido es el doctor Hubert Minnis y el vice-líder es el diputado K. Peter Turnquest, quien fue Presidente de la Cámara de Comercio de Gran Bahama. El FNM yace a la centro-derecha del espectro político.
El FNM se estableció en la casa de Jimmy Shepherd en Spring Hills Farms en Fox Hill en 1971. El Free-PLP eran un grupo separatista de ocho diputados del Partido Liberal Progresista que fue el partido oficialista. Este grupo, que se conoció como los "ocho disidentes" incluyó Cecil Wallace-Whitfield, Arthur Foulkes, Warren J. Levarity, Maurice Moore, Dr. Curtis McMillan, James (Jimmy) Shepherd, Dr. Elwood Donaldson y George Thompson. Tras las reuniones celebradas en Spring Hill Farms, el FNM se organizó oficialmente como partido político en octubre de 1971, con Cecil Wallace-Whitfield como su líder. El otro grupo, el Partido Unido Bahamés, fue uno de los principales partidos políticos en las Bahamas y había gobernado el país desde el advenimiento de la política de partidos en 1958, hasta que perdió las elecciones generales de 1967 por un margen estreco a su oposición, el Partido Liberal Progresista. El liderazgo del partido UBP era mayormente blanco, mientras que los negros constituían la mayor parte de la ciudadanía. Una vez fuera del poder, sus líderes decidieron que el tiempo de fiesta llegó a su fin y se conferenciaron com los Free-PLP para conformar un nuevo partido que seguiría una ideología conservadora. La fusión fue llamado Movimiento Nacional Libre.
El partido creció, en parte, mediante la unión de los votantes negros independientes y la antigua base blanca de votantes del UBP. Sin embargo, estos fueron días embriagadores para el PLP de gobierno, que llevó al país a la independencia en 1973, y la FNM no logró obtener mucho más del 40% de los votos en una cadena de derrotas generales.
En 1990, Hubert Ingraham ganó el mando del partido tras la muerte de Cecil Wallace-Whitfield. El FNM atacó al PLP por la corrupción y sus lazos con narcotraficantes. 
En las elecciones generales de 1992, el FNM derrotó a su rival, el PLP, por un margen amplio, ganando 32 de los 49 escaños. El Gobierno FNM privatizó los hoteles de propiedad del gobierno, que habían caído en decadencia desde la nacionalización. Logró, además, la apertura de la radio y televisión, las cuales habían sido operados totalmente por el gobierno. El FNM también introdujo el gobierno local y alentó la entrada de inversiones para hacer crecer la economía. El movimiento FNM ganó nuevamente en 1997 con 35 escaños en una Cámara reducida de 40 escaños. 
Después de que Ingraham prometió no buscar un tercer mandato, el partido perdió las elecciones de 2002, bajo la dirección de Tommy Turnquest. Muchos votantes, incluidos los partidarios FNM sintieron que Turnquest era mucho "más débil" que Perry Christie, líder del Partido Liberal Progresista. En la convención del partido de la FNM después de las elecciones de 2002, Ingraham regresó como líder del Movimiento Nacional Libre. El FNM pasó a recuperar el control de la Cámara de la Asamblea en las elecciones de 2007.
El FNM perdió gobierno al Partido Liberal Progresista, una vez más en las elecciones generales de 2012. El FNM, dirigido por el primer ministro Hubert Ingraham, obtuvo solamente el 42,1 por ciento de los votos en 2012, frente al 48,7 por ciento para el Partido Liberal Progresista. Los progresistas ganaron 29 de los escaños en la legislatura y por lo tanto el gobierno. Ingraham renunció, tanto como líder del partido como el miembro del parlamento por Ábaco Norte. Después de esta serie de eventos de la FNM llegó a perder la elección de sustitución celebrada el 15 de octubre de 2012 provocada por el retiro de Ingraham. Ese suceso redujo el total de escaños del FNM a 8 de los 38 escaños de la Cámara de la Asamblea.
Después de su retiro, Igraham fue reemplazado por Dr. Hubert Minnis, exministro de Salud Pública en la administración anterior. Es Diputado por el distrito de Killarney. Su vice-líder fue la diputada Loretta Butler Turner, quien se postuló a líder en noviembre de 2014 contra Minnis, siendo así la primera mujer en postularse al cargo de líder de uno de los partidos principales bahameses. Perdió ante Minnis y K. Peter Turnquest ganó el cargo de vice-líder. Michael Pintard, senador, fue elegido Presidente del Partido.

## Resultados electorales
| Año  | Votos  | %     | Escaños | +/- | Posición | Gobierno         |
| ---- | ------ | ----- | ------- | --- | -------- | ---------------- |
| 1972 | 19.736 | 39,30 | 9/38    | 2a  | 2º       | Oposición        |
| 1977 | 9.995  | 15,59 | 2/38    | 7   | 3º       | Oposición        |
| 1982 | 31.097 | 41,10 | 11/43   | 9   | 2º       | Oposición        |
| 1987 | 39.009 | 43,20 | 16/49   | 5   | 2º       | Oposición        |
| 1992 | 61.799 | 55,00 | 33/49   | 17  | 1º       | Mayoría absoluta |
| 1997 | 68.766 | 57,70 | 34/40   | 1   | 1º       | Mayoría absoluta |
| 2002 | 52.803 | 40,87 | 7/40    | 27  | 2º       | Oposición        |
| 2007 | 68.624 | 49,85 | 23/41   | 16  | 1º       | Mayoría absoluta |
| 2012 | 65.633 | 42,09 | 9/38    | 14  | 2º       | Oposición        |
| 2017 | 91.409 | 56,99 | 35/39   | 26  | 1º       | Mayoría absoluta |
| 2021 | 45.730 | 36,17 | 7/39    | 28  | 2º       | Oposición        |

a Respecto al resultado del Partido Bahameño Unido en 1968.